# Ceratocanthus perpunctatus
Ceratocanthus perpunctatus är en skalbaggsart som beskrevs av Renaud Maurice Adrien Paulian 1982. Ceratocanthus perpunctatus ingår i släktet Ceratocanthus och familjen Hybosoridae. Inga underarter finns listade i Catalogue of Life.